# Claudio Abbado
Claudio Abbado (Milano, 26 giugno 1933 – Bologna, 20 gennaio 2014) è stato un direttore d'orchestra italiano.
Considerato uno dei più grandi e celebri direttori d'orchestra contemporanei a livello internazionale, è noto per aver guidato alcune delle più prestigiose orchestre al mondo, tra cui spiccano l'Orchestra del Teatro alla Scala di Milano e i Berliner Philharmoniker, di cui è stato il primo e ad oggi unico italiano a divenire direttore stabile.

## Biografia
- 1958 Primo posto al concorso Koussevitsky a Tanglewood (USA).
- 1960 Debutto al Teatro alla Scala di Milano.
- 1963 Vince il premio Mitropoulos della New York Philharmonic e debutto con la stessa.
- 1968 Debutto al Covent Garden di Londra.
- 1968-1986 Direttore musicale del Teatro alla Scala.[3]
- 1971 Direttore principale dei Wiener Philharmoniker.
- 1979-1987 Direttore musicale della London Symphony Orchestra.
- 1982-1985 Direttore ospite principale della Chicago Symphony Orchestra.
- 1986-1991 Direttore artistico della Staatsoper di Vienna.
- 1989-2002 Direttore artistico dei Berliner Philharmoniker.
- 2003-2014 Direttore artistico dell'Orchestra del Festival di Lucerna.
- 2004-2014 Direttore musicale e artistico dell'Orchestra Mozart di Bologna.
- 2013-2014 Senatore a vita del Senato della Repubblica.

### Gioventù e anni cinquanta
Claudio Abbado nasce a Milano il 26 giugno 1933. Sua madre, la scrittrice Maria Carmela Savagnone, era di Palermo, mentre suo nonno paterno, Michele Abbado, era di Alba, in provincia di Cuneo. Della sua famiglia hanno fatto parte diversi noti musicisti: suo padre, Michelangelo Abbado, è insegnante di violino al prestigioso Conservatorio '"Giuseppe Verdi" di Milano e poi vicedirettore dello stesso; la madre, Maria Carmela Savagnone (sorella del padre di Rita e Deddi), è pianista e scrittrice per bambini; suo fratello maggiore, Marcello Abbado, è pianista e in seguito compositore e direttore dello stesso conservatorio milanese. Ha anche altri due fratelli: Luciana Abbado Pestalozza, fondatrice del Festival di MilanoMusica, e Gabriele Abbado, architetto.
Fino al 1955 compie i suoi studi presso il conservatorio meneghino, diplomandosi in composizione, pianoforte e direzione d'orchestra. Terminati gli studi si perfeziona con Friedrich Gulda per il pianoforte e Antonino Votto per la direzione d'orchestra. In seguito si trasferisce a Vienna, avendo vinto una borsa di studio biennale per i prestigiosi corsi di perfezionamento in direzione orchestrale di Hans Swarowsky.
In questo stesso periodo riesce a farsi ammettere al coro della Gesellschaft der Musikfreunde, al fine di assistere alle prove dei maggiori direttori d'orchestra del mondo, fra i quali Bruno Walter, George Szell e Herbert von Karajan. Nel contempo partecipa ai corsi di perfezionamento dell'Accademia Chigiana di Siena, tenuti da Alceo Galliera (che dirigeva anche la Philharmonia di Londra) e Carlo Zecchi, dell'Orchestra Filarmonica Ceca. Nel 1958 vince a Tanglewood (USA) il concorso Koussevitzky della Boston Symphony Orchestra, che gli permette di fare il suo debutto americano con la New York Philharmonic.

### 1959-1968. Dall'esordio alla direzione della Scala
Nel 1959 debutta a Trieste come direttore sinfonico. Nel 1960 dirige Maria d'Alessandria di Giorgio Federico Ghedini al Teatro Verdi di Trieste. Lo stesso anno fa il suo esordio alla Scala, dirigendo alcuni concerti tenutisi alla Piccola Scala e dedicati al terzo centenario della nascita di Alessandro Scarlatti. Nel 1962 dirige L'amore delle tre melarance al Teatro Verdi di Trieste.
Per il Teatro La Fenice nel 1962 dirige un concerto con Pietro Grossi al violoncello nel cortile di Palazzo Ducale e un concerto con Alexis Weissenberg al pianoforte al Teatro La Fenice; sempre nello stesso anno dirige alla Fenice di Venezia due concerti con al pianoforte Aldo Casati con musiche di Beethoven, Brahms e Rachmaninov, nel 1963 un concerto con Tito Aprea al pianoforte nel Cortile di Palazzo Ducale e un concerto con Weissenberg con musiche di Prokofiev, nel 1964 con Nikita Magaloff al pianoforte nel Cortile di Palazzo Ducale e con Weissenberg.
Nel 1963 conquista il prestigioso Premio Mitropoulos della New York Philharmonic (ex aequo con Pedro Calderon e Zdeněk Košler, direttori molto più anziani e affermati, al tempo). Il suo nome inizia a diffondersi anche al di fuori dello stretto ambito degli addetti ai lavori, tanto da essere invitato da Herbert von Karajan a dirigere i Wiener Philharmoniker al Festival di Salisburgo nella Sinfonia n. 2 di Gustav Mahler; debutta con la stessa esecuzione alla Scala e con la London Symphony Orchestra.

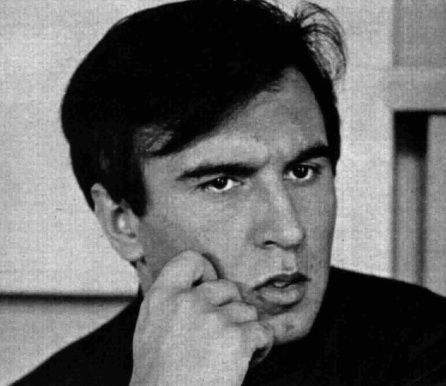
Claudio Abbado nel 1965

Nel 1965 dirige la première al Teatro della Piccola Scala di Milano di Atomtod di Giacomo Manzoni. Nel 1966-1967 dirige la sua prima opera di cartellone: I Capuleti e i Montecchi di Vincenzo Bellini con Renata Scotto e Luciano Pavarotti, portando l'opera in tournée all'Expo '67 di Montréal alla Salle Wilfrid Pellettier quale rappresentante dell'Italia e all'Edinburgh International Festival del 1967 con Anna Moffo e Pavarotti; sempre nel 1967, con Margherita Rinaldi e Pavarotti nel cast dirige la stessa opera anche al Teatro dell'Opera di Roma. Nel 1967 dirige allo Holland Festival con Margherita Rinaldi, Giacomo Aragall e Pavarotti.
La sua rapida carriera lo porta a firmare il suo primo contratto con il Gruppo Universal, al quale appartengono le celebri etichette Deutsche Grammophon, Philips Classical e Decca. Nel 1966 dirige la ripresa al Teatro alla Scala di Milano di Aida di Giuseppe Verdi per la regia di Franco Zeffirelli con Leyla Gencer e Fiorenza Cossotto. Nel 1967 dirige la ripresa al Teatro Comunale di Firenze del Requiem di Giuseppe Verdi con Luciano Pavarotti e la prima rappresentazione al Teatro dell'Opera di Roma di I Capuleti e i Montecchi con Pavarotti.
Il 7 dicembre ha l'onore di dirigere la serata di gala per l'apertura della stagione scaligera 1967/1968 con la Lucia di Lammermoor di Gaetano Donizetti con Renata Scotto. Nel 1968 dirige la ripresa al Teatro alla Scala di Milano di I Capuleti e i Montecchi con la Scotto e Pavarotti. Debutta alla Royal Opera House di Londra con Don Carlos di Giuseppe Verdi con Gwyneth Jones e Shirley Verrett. Debutta al Metropolitan Opera House di New York nella ripresa di Don Carlos. Dirige la ripresa al Teatro alla Scala di Milano di Don Carlos di Verdi nella serata d'inaugurazione della stagione 1968/1969 con Fiorenza Cossotto, Piero Cappuccilli, Nicolai Ghiaurov e, nelle repliche, Rajna Kabaivanska. Nel 1969, a soli 35 anni, è nominato direttore musicale del Teatro alla Scala.

### 1968-1986. Dalla Scala di Milano alla Staatsoper di Vienna
Nel 1968 la scelta da parte del Teatro alla Scala di un direttore giovane e relativamente poco noto come Claudio Abbado fu considerata sorprendente, soprattutto pensando al fatto che, negli anni precedenti, il celebre teatro lirico milanese sembrava aver perso considerazione internazionale ed era ritenuto un ambiente turbolento e inaffidabile.
Scetticismo e dubbi furono rapidamente superati, soprattutto quando, nel 1972, gli si affiancò come sovrintendente Paolo Grassi, sostituendo Antonio Ghiringhelli, che aveva coperto l'incarico fin dal 1945. Per la carriera di Abbado, e per la storia del teatro scaligero, è una rivoluzione copernicana: viene ampliato moltissimo il repertorio, includendo autori come Alban Berg, Igor' Fëdorovič Stravinskij, Arnold Schönberg, in precedenza raramente eseguiti. Addirittura il teatro commissiona e rappresenta prime mondiali di opere di autori contemporanei come, nel 1984, Samstag aus Licht di Karlheinz Stockhausen (evento che non accadeva dal lontano 1926, con la Turandot di Giacomo Puccini).
Parallelamente al rinnovamento del repertorio, Abbado impone un rinnovamento dell'approccio alla partitura: un approccio filologico ma non dogmatico, la ricerca e l'utilizzo di partiture originali e lo studio dell'esecuzione musicale dell'epoca si accoppiano con la ricerca di una musicalità spontanea ma non banale. Questo consente di risentire per la prima volta capolavori ben noti del repertorio tradizionale, così come di poter ascoltare brani di autori dei quali si conosceva solo parte della produzione (ad esempio Gioachino Rossini).
Dal punto di vista sinfonico i cicli completi delle opere di Beethoven e Brahms sono accoppiati all'esecuzione di autori all'epoca poco (o addirittura mai) eseguiti in Italia, come Mahler o Bruckner. Per questa operazione di "internazionalizzazione" del cartellone sono sovente ospitati i maggiori direttori del panorama mondiale, come Karl Böhm, Herbert von Karajan, Carlos Kleiber, Leonard Bernstein, Riccardo Muti, Georg Solti; talvolta alla guida delle rispettive orchestre, altre volte guidando l'Orchestra del Teatro alla Scala, destinata a trasformarsi da orchestra prevalentemente operistica in orchestra sinfonica di caratura internazionale, come effettivamente accadde nel 1982 con l'istituzione ufficiale della Filarmonica della Scala.
Parallelamente all'estensione del repertorio e alla sua reinterpretazione è molto importante l'opera di divulgazione del repertorio musicale che giunge, a partire dal 1972, alla creazione dei Concerti per studenti e lavoratori. Lo scopo dell'iniziativa è quello di avvicinare alla musica e alla vita del Teatro anche le classi sociali meno abbienti, con proposte e agevolazioni ad hoc. Il progetto, sviluppato sul modello di iniziative simili comuni nel Nord Europa, dura diversi anni e ha un successo notevole, godendo, fra l'altro, del contributo di numerosi musicisti di valore, come Maurizio Pollini, che offrono il loro appoggio incondizionato.
Non bisogna pensare che queste iniziative di "rottura" non abbiano suscitato malumori e critiche: certo, la scelta di inserire nel cartellone operistico opere contemporanee scarsamente popolari e musicalmente lontane anni luce dal repertorio tradizionale costrinsero gli abbonati a uno sforzo di adattamento notevole. Allo stesso modo, da più parti l'iniziativa dei Concerti per studenti e operai, proposti a un prezzo nettamente antieconomico, venne accusata di populismo. Ma più in generale, alla lunga, risultò insostenibile il progetto di trasformare il Teatro alla Scala da luogo dedicato alla musica a luogo dedicato alla cultura in generale, in competizione, economica e di competenze, con altre istituzioni milanesi. D'altra parte, l'enorme popolarità di Abbado nella sua città natale, oltre che il reinserimento del Teatro nei grandi circuiti mondiali della musica classica, nonché il sostegno delle amministrazioni comunali (presiedute prima da Aldo Aniasi, poi da Carlo Tognoli) permisero alla coppia Abbado-Grassi di operare, almeno nei primi anni, con eccezionale libertà.

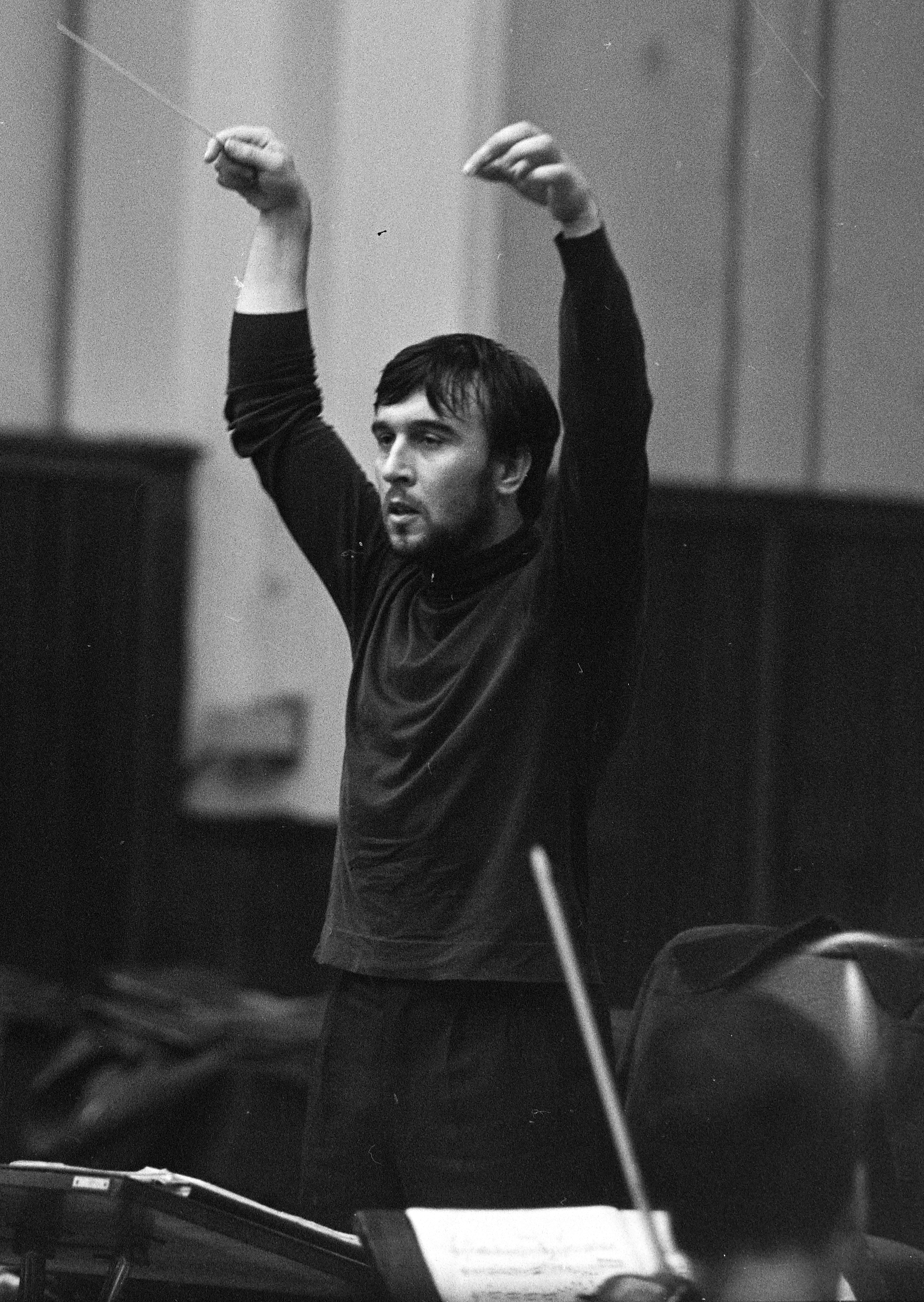
Claudio Abbado nel 1968.

1969: viene messo in scena Oedipus rex di Stravinskij con Marilyn Horne e ripresa la Lucia di Lammermoor, entrambi con la regia di Giorgio De Lullo con Piero Cappuccilli. Dirige la prima esecuzione assoluta di "Suite da camera da Intolleranza 1960" di Luigi Nono nel King's Theatre di Edimburgo. Viene proposto un ciclo completo delle sinfonie di Gustav Mahler (al tempo autore decisamente poco frequentato nelle sale da concerto italiane), a dicembre è allestito a Milano Il barbiere di Siviglia di Rossini con Luigi Alva e Teresa Berganza, che verrà rappresentato nel 1972 al Festival di Salisburgo per l'anniversario rossiniano.
1970: anno beethoveniano, riprende Don Carlos con Nicolai Ghiaurov, Plácido Domingo, Piero Cappuccilli e Shirley Verrett alla Scala, nel settembre inizia la fortunata collaborazione con la London Symphony Orchestra, con la quale effettuerà la maggior parte delle registrazioni nei successivi 15 anni. Sempre nello stesso anno, diventa direttore ospite della Boston Symphony Orchestra.
1971: viene nominato direttore principale dei Wiener Philharmoniker. Dal gennaio La Scala riprende l'allestimento del Barbiere con Alva (Benelli nelle repliche), Enzo Dara e Sesto Bruscantini, in marzo viene allestito il Wozzeck di Alban Berg, opera inusuale per il tradizionale cartellone scaligero, ma che il maestro riprenderà diverse volte nel corso degli anni. A Firenze al Maggio Musicale Fiorentino e ad Edimburgo in settembre è allestita la Cenerentola di Rossini con Teresa Berganza, Luigi Alva e Renato Capecchi. Di notevole valore artistico anche l'allestimento del Simon Boccanegra di Giuseppe Verdi che, dopo l'esordio a Monaco di Baviera, apre anche la stagione scaligera '71-'72, con la regia di Giorgio Strehler e nel cast Mirella Freni, Piero Cappuccilli e Nicolai Ghiaurov.
1972: viene eletto primo direttore ospite della London Symphony Orchestra. Viene nominato sovrintendente del Teatro alla Scala Paolo Grassi, già fondatore, assieme a Giorgio Strehler, del Piccolo Teatro di Milano e figura carismatica della cultura milanese. Dirige la prima esecuzione assoluta di Como una ola de fuerza y luz di Luigi Nono con Maurizio Pollini, Aida con Fiorenza Cossotto, Domingo, Ghiaurov, Cappuccilli e, nelle riprese, Jessye Norman, poi ripresa a Monaco di Baviera in occasione delle Olimpiadi, assieme alla Messa da Requiem di Verdi. Vi è il primo film-opera con Jean-Pierre Ponnelle: Il barbiere di Siviglia di Gioachino Rossini con Teresa Berganza, Luigi Alva, Hermann Prey, Enzo Dara e Paolo Montarsolo.
1973: cura la revisione delle musiche di I Capuleti e i Montecchi per il Teatro La Fenice. In aprile, porta la Cenerentola alla Scala, con Luigi Alva (Ugo Benelli nelle repliche), Capecchi e Lucia Valentini; la porta anche al Theater an der Wien con Teresa Berganza, Ugo Benelli, Paolo Montarsolo e Enzo Dara/Capecchi. Conclude la trilogia comica rossiniana, aprendo la stagione della Scala con L'italiana in Algeri come nelle precedenti rappresentazioni, con regia di Jean-Pierre Ponnelle. L'opera viene rappresentata in edizione critica e nel cast Teresa Berganza (Lucia Valentini Terrani nelle repliche), Ugo Benelli, Paolo Montarsolo ed Enzo Dara. A dicembre è ripreso il Simon Boccanegra con Cappuccilli e Mirella Freni.
1974: a febbraio riprende alla Scala Cenerentola con Alva, Dara e Valentini Terrani, quindi sono allestite Le nozze di Figaro di Mozart con Hermann Prey, Freni, José van Dam e Berganza. Porta in tournée a Mosca Simon Boccanegra, Aida, Cenerentola (con Berganza Benelli, Alva nelle repliche, Montarsolo, Dara e la Messa di Requiem. L'inaugurazione della stagione della Scala è ceduta a Karl Böhm, che dirige il Fidelio. Per la fine dell'anno allestisce una spettacolare versione de L'amore delle tre melarance di Sergej Prokof'ev, con Dara ed Alfredo Mariotti per la regia di Strehler.
1975: dirige al Covent Garden di Londra Un ballo in maschera, regia di Schenk con Reri Grist, Plácido Domingo, Piero Cappuccilli e Katia Ricciarelli. Continua l'operazione di rinnovamento del cartellone del teatro scaligero, portando in aprile al Teatro Lirico di Milano la première di Al gran sole carico d'amore dell'amico Luigi Nono; quindi, con sollievo per gli abbonati, riprende L'italiana in Algeri con Marilyn Horne/Lucia Valentini Terrani, Luigi Alva (Benelli nelle repliche), e Dara.
La stagione '75-'76 apre col tradizionale Macbeth di Verdi con Verrett, Cappuccilli, Ghiaurov e Mariotti, mentre a dicembre viene riallestita la Cenerentola con Alva, Dara e Berganza.
1976: l'anno inizia col Simon Boccanegra, quindi ancora la Cenerentola e il Requiem di Verdi. In settembre porta in tournée negli USA, Simon Boccanegra, Macbeth, Messa di Requiem e Cenerentola.
1977: Paolo Grassi lascia la sovrintendenza del Teatro alla Scala per diventare presidente della RAI. Al suo posto viene nominato Carlo Maria Badini. Viene presentata una nuova edizione del Wozzeck di Alban Berg, con la regia di Luca Ronconi. In seguito, con la London Symphony allestisce la Carmen di Georges Bizet con Mirella Freni, Plácido Domingo e Teresa Berganza al Festival di Edimburgo. Per la stagione sinfonica dirige dei concerti con Isaac Stern portando in prima esecuzione assoluta anche Berceuse variata di Salvatore Sciarrino e con Margaret Price nella Sala Verdi del Conservatorio Giuseppe Verdi (Milano).
La stagione scaligera d'opera, stagione del bicentenario del teatro, apre con una versione integrale critica del Don Carlos di Verdi, con regia di Luca Ronconi, in una versione completa e rivista: il cast è straordinario, comprendendo alcuni fra i cantanti più in vista al mondo, come José Carreras, Mirella Freni, Piero Cappuccilli, Elena Obraztsova e Nicolai Ghiaurov. In seguito collabora con Franco Zeffirelli, nell'allestimento di Un ballo in maschera con Cappuccilli, Pavarotti, Obraztsova e Verrett. Inizia anche la fortunata collaborazione discografica con Deutsche Grammophon in campo sinfonico, che lo lega alla Chicago Symphony Orchestra riportata agli antichi fasti dalla direzione artistica di sir Georg Solti.
1978: suona il cembalo e dirige un concerto con musiche di Johann Sebastian Bach nella Chiesa di Santo Stefano (Venezia) per il Teatro La Fenice ed è tra i fondatori dell'European Union Youth Orchestra, che dirigerà fino al 1994. In gennaio dirige la Messa di requiem di Verdi con la Freni, l'Obraztsova, Pavarotti e Ghiaurov nella Chiesa di San Marco (Milano). A febbraio ripropone Al gran sole carico d'amore di Nono al Teatro Lirico, porta alla Scala i Wiener Philharmoniker con Kiri Te Kanawa e dirige musiche di Johann Sebastian Bach, suonando il clavicembalo nella chiesa di San Fedele (Milano) e in maggio nel Teatro Manzoni (Milano), che allora si chiamava Teatro della Via Manzoni - Renato Simoni; in settembre dirige un concerto con Lucia Valentini Terrani al Palasport di San Siro e a novembre con Maurizio Pollini nella Sala Verdi del Conservatorio Giuseppe Verdi (Milano). Viene ripresa la Carmen con Ileana Cotrubaș e la Berganza a Edimburgo e porta all'Opéra di Parigi il Simon Boccanegra, che apre anche la stagione scaligera con la Freni, Cappuccilli e Ghiaurov.
1979-1980: inizia la collaborazione fra Opéra di Parigi e La Scala, in occasione del Festival Berg. In questo ambito, presenta il Wozzeck, mentre porta alla Scala la Lulu, con la direzione di Pierre Boulez, in edizione critica e integrale. Viene eletto direttore musicale della London Symphony Orchestra, con la quale inizierà ad approfondire (e a registrare) la grande musica sinfonica. Nel 1979 dirige la ripresa nel Teatro alla Scala di Milano di Don Carlos di Giuseppe Verdi con la Freni, Carreras, Obraztsova e Renato Bruson/Leo Nucci, dirige la Messa di requiem di Verdi con Freni, Obraztsova e Ghiaurova nel Duomo di Cremona e nel Duomo di Como, Macbeth con Cappuccilli, Ghiaurov e Verrett, Wozzeck, un concerto con Salvatore Accardo nella Sala Verdi del Conservatorio Giuseppe Verdi, un concerto con musiche di Verdi con Plácido Domingo, Ileana Cotrubaș, Leo Nucci, Piero Cappuccilli, Elena Obraztsova, Katia Ricciarelli e Mirella Freni, lo Stabat mater di Giovanni Battista Pergolesi con Katia Ricciarelli e Lucia Valentini Terrani e musiche di Vivaldi nella Sala Verdi del Conservatorio Giuseppe Verdi, un concerto con Kiri Te Kanawa e Rudolf Serkin, uno con Maurizio Pollini.
Per il Teatro La Fenice dirige lo Stabat mater di Giovanni Battista Pergolesi e Pulcinella di Igor' Fëdorovič Stravinskij nella Chiesa di Santo Stefano con Ricciarelli e Valentini Terrani e altri concerti sinfonici nel 1980. La stagione scaligera si apre con il Boris Godunov di Modest Mussorgskij con Lucia Valentini Terrani, Fedora Barbieri e Ghiaurov, dirige la Messa di requiem di Verdi con Freni e Pavarotti nel Duomo di Parma e presenta un cartellone fortemente innovativo, che comprende l'Oedipus Rex di Stravinskij con Ghiaurov e Obraztsova, Erwartung di Arnold Schönberg e il Mandarino meraviglioso di Bela Bartók. In seguito dirige un concerto con Alfred Brendel.
1981: Dirige due concerti sinfonici per il Teatro La Fenice. Dall'orchestra giovanile europea nasce la Chamber Orchestra of Europe, della quale è stato fino alla sua scomparsa consulente artistico. Si stringe ancor di più il suo legame con la Chicago Symphony, della quale diventa direttore ospite principale. In occasione del centenario della morte di Mussorgskij (Mussorgskij festival), riprende il Boris Godunov con Ghiaurov, Valentini Terrani e Fedora Barbieri, allestisce inoltre una rassegna di musica sinfonica e corale con un concerto con musiche di Verdi, due con la London Symphony Orchestra e allestisce anche la Kovanchina. In occasione del centenario della nascita di Bela Bartók viene allestito un ciclo, con la collaborazione del Teatro dell'Opera di Budapest. Per ricambiare la collaborazione, in estate porta la Messa di Requiem di Verdi in tournée nell'Europa dell'Est con la Verrett e Obraztsova al Kulturalpalast di Dresda, nella Cattedrale di San Vito a Praga, al Teatro Erkel di Budapest con Lucia Valentini Terrani, nel Nuovo Palazzo della Cultura di Sofia con Ghiaurov, nell'Antico Teatro di Epidauro di Atene e nel Teatro Bunka Kaikan di Tokyo con la Freni.

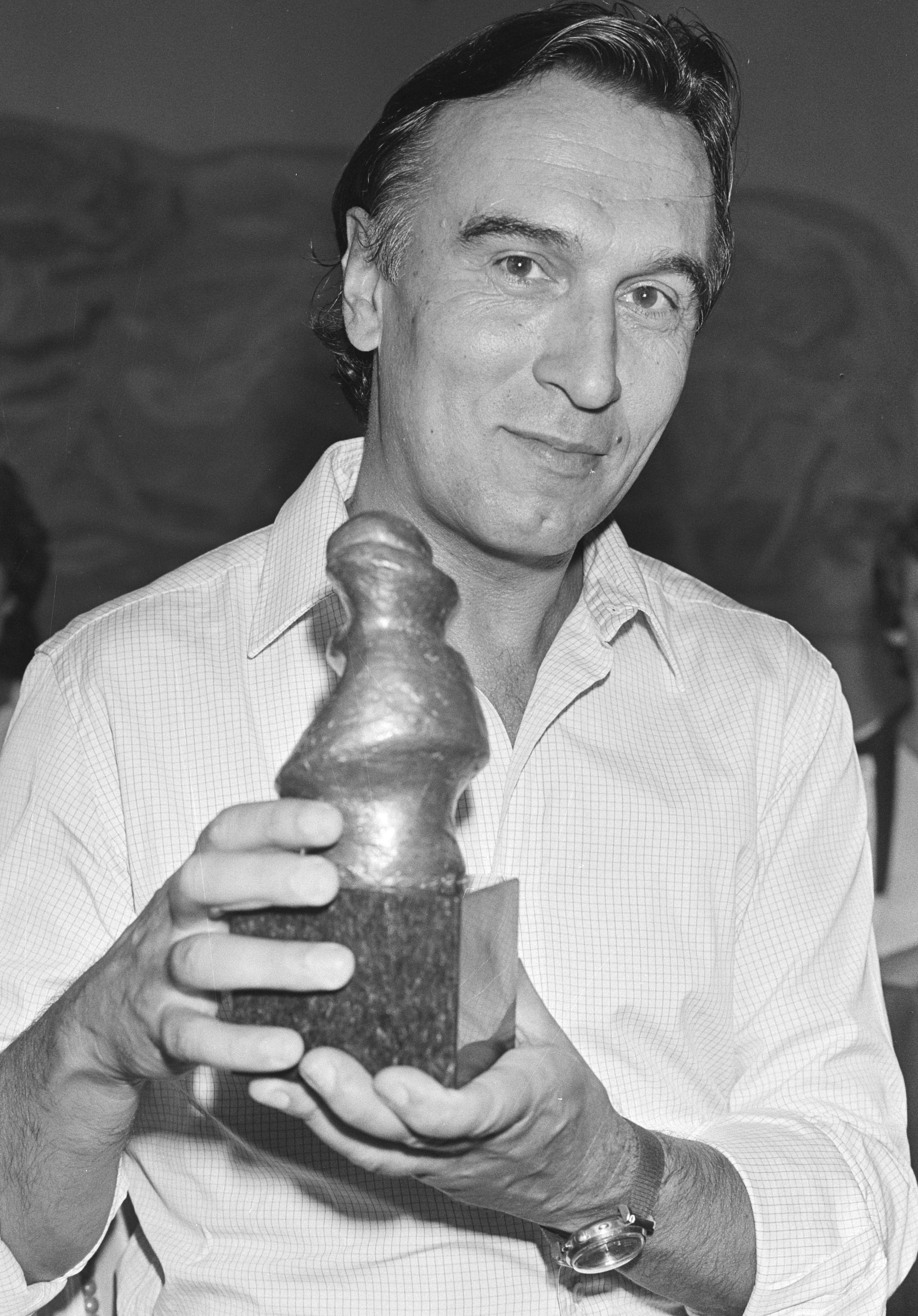
Claudio Abbado nel 1982

In autunno, è ospite in Giappone con l'orchestra della Scala dove porta Simon Boccanegra con Cappuccilli, Freni, Ghiaurov nel Teatro Bunka Kaikan di Tokyo, Il barbiere di Siviglia (Rossini) con Dara, Valentini Terrani, Nucci e Furlanetto al Teatro N.H.K. di Tokyo. La stagione apre col Lohengrin di Richard Wagner con Anna Tomowa-Sintow e la regia di Strehler. Dal Teatro alla Scala produce, con Jean-Pierre Ponnelle, un altro film-opera di Rossini: è La Cenerentola. Nel cast Frederica von Stade, Paolo Montarsolo, Francisco Araiza e Claudio Desderi.
1982: dirige la ripresa nel Teatro alla Scala di Milano di Simon Boccanegra di Giuseppe Verdi con Mirella Freni, Cappuccilli e Ghiaurov; dirige la Sinfonia n. 3 di Mahler con  Valentini Terrani, un concerto con Salvatore Accardo e Bruno Giuranna, riprende Cenerentola; in maggio, in occasione del centenario della nascita si tiene un convegno e una serie di concerti dedicati a Igor' Fëdorovič Stravinskij. Viene fondata l'Orchestra Filarmonica della Scala, destinata a costituirsi, col tempo, come corpo autonomo rispetto al Teatro. 1983: nuovo allestimento del Boris Godunov al Covent Garden. A Milano riprende Lohengrin, dirige un concerto con Orchestra Filarmonica della Scala, la Sinfonia n. 7 di Mahler e L'italiana ad Algeri con Lucia Valentini Terrani e Dara.
1984: ripropone il Simon Boccanegra con Renato Bruson e Katia Ricciarelli debuttando al'Opera di Vienna. In seguito al Rossini Opera Festival propone, dopo decenni di silenzio, la prima ripresa in tempi moderni nell'Auditorium Pedrotti di Pesaro di Le voyage à Reims ou L'hôtel du Lys d'or (Viaggio a Reims) di Gioachino Rossini, con un cast stellare formato da molti dei cantanti rossiniani di quegli anni come Katia Ricciarelli, Cecilia Gasdia, Lucia Valentini Terrani, Bernadette Manca di Nissa, William Matteuzzi, Leo Nucci, Samuel Ramey e Dara per la regia di Luca Ronconi. Dirige a Venezia la prima mondiale del Prometeo di Nono. La stagione 1984/1985 apre con Carmen in una nuova edizione critica con Domingo e Verrett, quindi riprende il Barbiere di Siviglia con Dara, Frederica von Stade e Nucci.
1985: dirige due concerti con Salvatore Accardo e Maurizio Pollini, riprende il Macbeth con Cappuccilli, Ghiaurov e Ghena Dimitrova, quindi porta alla Scala Viaggio a Reims con Ricciarelli, Gasdia, Valentini Terrani, Matteuzzi, Nucci, Ramey e Dara, dirige la Messa di requiem di Verdi con Montserrat Caballé, Valentini Terrani e Ramey nella Chiesa di San Marco (Milano) e Prometeo di Nono nello Stabilimento Ansaldo. Dirige il Concerto per pianoforte di Schönberg con Maurizio Pollini, insieme a musiche di Berg, Ives e Mahler al Barbican di Londra, nell'ambito del festival Mahler, Vienna e il ventesimo secolo.

### 1986-1991. Da Vienna a Berlino
Nel 1986 Abbado lascia la direzione artistica della Scala.
La decisione, tuttora motivo di rancore e polemiche, ha l'effetto di spaccare in due la comunità musicale italiana. Da un lato i nostalgici del suo stile, dall'altro i sostenitori del nuovo direttore, Riccardo Muti. Le ultime esecuzioni milanesi di Abbado sono il Pelléas et Mélisande di Claude Debussy con Frederica von Stade e Ghiaurov, a maggio e, infine, a giugno, un programma sinfonico sempre dedicato al compositore francese. Da questo momento non suonerà più nel teatro che lo ha reso celebre nel mondo, lasciando intuire la presenza di rapporti piuttosto problematici con la nuova direzione amministrativa e musicale. Nel frattempo assume il prestigioso incarico di direttore musicale della Staatsoper di Vienna e fonda la Gustav Mahler Jugendorchester.

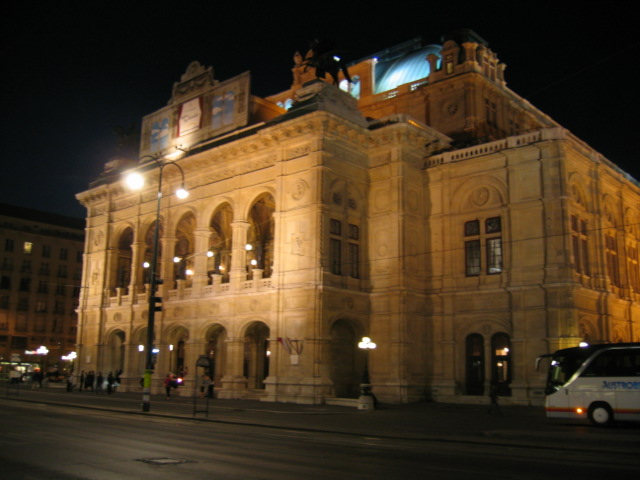
La Staatsoper di Vienna

L'esordio in qualità di direttore artistico del teatro austriaco avviene ad ottobre con Un ballo in maschera che dirige con Luciano Pavarotti, Piero Cappuccilli e Margaret Price. Nel 1987 viene nominato direttore musicale generale della città di Vienna, incarico che, prevedendo la supervisione dell'intero cartellone delle iniziative musicali nella capitale austriaca, gli consentì quella libertà d'iniziativa e d'azione che, probabilmente, gli era venuta a mancare nell'ultimo periodo milanese; in maggio dirige Il barbiere di Siviglia con William Matteuzzi, Dara, Frederica von Stade, Leo Nucci e Ferruccio Furlanetto; in giugno, con l'Orchestra della Staatsoper, dirige il Wozzeck di Berg con Hildegard Behrens e in settembre dirige L'italiana in Algeri con Agnes Baltsa, Frank Lopardo, Raimondi e Dara.
1988: dirige il Concerto di Capodanno di Vienna e fonda il festival  Wien Modern, dedicato alla musica contemporanea. Dopo la prima edizione, al cartellone musicale vengono affiancate altre iniziative di carattere culturale e artistico (mostre d'arte, rassegne teatrali), con la collaborazione degli istituti culturali italiani, francesi e tedeschi. Nel corso dell'anno allestisce Il viaggio a Reims di Rossini con Cecilia Gasdia, Lucia Valentini Terrani, Montserrat Caballé, Ferruccio Furlanetto e Dara, Fierrabras di Franz Schubert con Karita Mattila, Pelléas et Mélisande di Debussy con Ghiaurov, Christa Ludwig e la von Stade e Carmen con Agnes Baltsa.
Con i Wiener Philharmoniker esegue l'integrale delle sinfonie e dei concerti per pianoforte di Beethoven, questi ultimi con Maurizio Pollini come solista. Questo programma è portato in tournée alla Scala, in Europa, Stati Uniti e Giappone (solo le sinfonie). 1989: oltre a occuparsi della seconda edizione di Wien Modern (che come detto si evolve da festival musicale a festival dedicato alle varie forme d'arte), porta in scena la Chovanščina di Mussorgsky con Ghiaurov, l'Elettra di Richard Strauss (con due allestimenti scenici differenti) con Éva Marton e Cheryl Studer, infine il Don Carlo di Verdi con Renato Bruson, la Freni e la Baltsa.
Alla fine dell'anno viene eletto direttore principale e artistico dai membri dell'Orchestra Filarmonica di Berlino. È il primo direttore non austro-tedesco eletto dagli orchestrali (il romeno Sergiu Celibidache era stato nominato ad interim dalle forze di occupazione nell'immediato dopoguerra). Sostituisce Herbert von Karajan, recentemente scomparso e per 35 anni padrone incontrastato dell'orchestra berlinese. 1990: presenta il Lohengrin di Wagner con Domingo e la Studer e quindi il Don Giovanni di Mozart con la Studer e la Mattila; riprende il Fierrabras di Schubert, con i Wiener Philharmoniker.
1991: dirige il Concerto di Capodanno di Vienna e continua il suo ciclo mozartiano allestendo una sontuosa versione di Le nozze di Figaro alla Staatsoper di Vienna con la Studer e la regia di Jonathan Miller, a preludio delle celebrazioni per il bicentenario della morte del compositore, quindi riprende il Boris Godunov nell'allestimento presentato a Londra nel 1983 con la regia di Andrej Tarkovskij nel corso di un Festival dedicato al regista recentemente scomparso. In questo ambito, dirige brani in prima esecuzione, appositamente composti per Tarkovskij, di Kurtág, Rihm, Nono e Furrer.

### 1991-2002. Berliner Philharmoniker

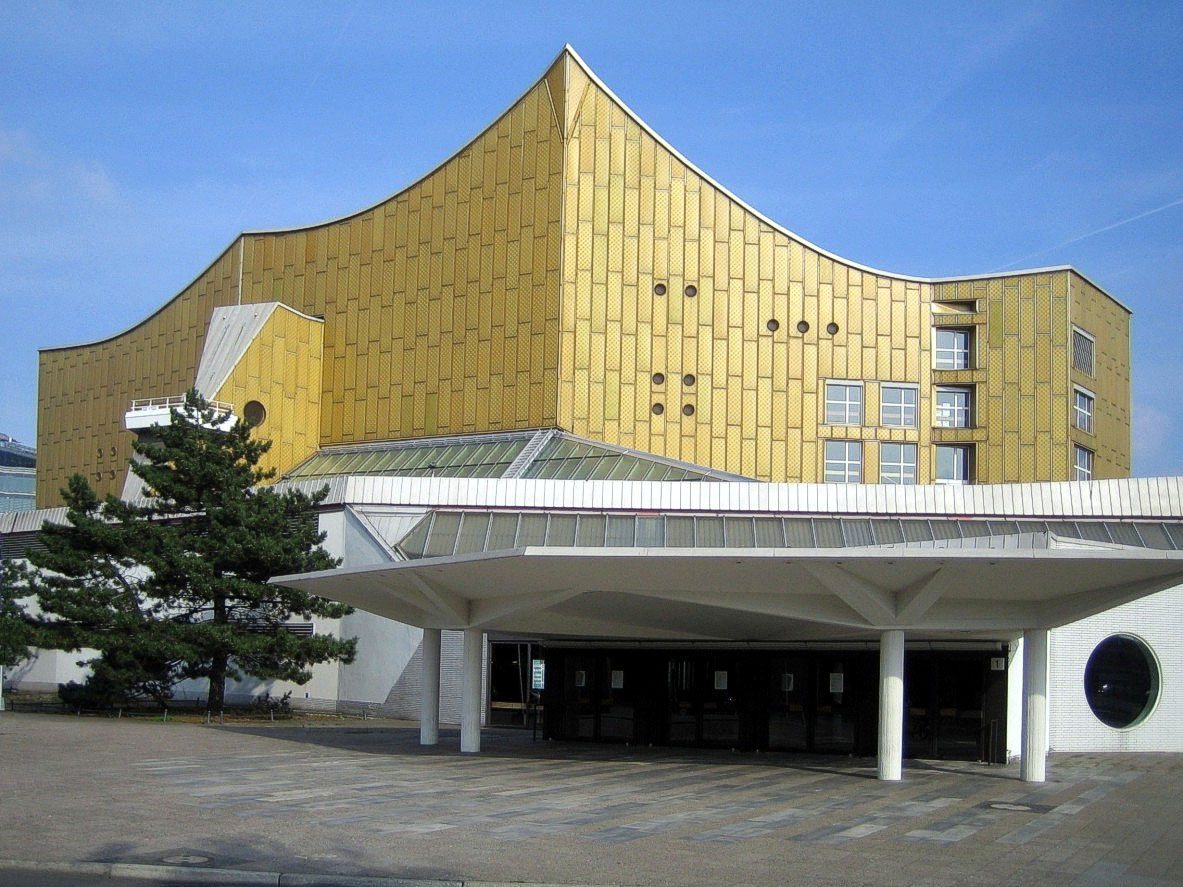
La Philharmonie di Berlino, avveniristica residenza dei Berliner Philharmoniker

Nel 1992 dirige un concerto con i Wiener Philharmoniker alla Scala.
Una volta conclusi i suoi impegni con la Staatsoper di Vienna, inizia la sua attività a tempo pieno quale direttore artistico dei Berliner Philharmoniker. Anche in questo caso l'impatto sulla stagione e, in generale, la vita culturale berlinese è notevole: sull'onda delle iniziative per ristrutturare la capitale della nuova Germania riunificata, i Berliner Philharmoniker diventano uno dei fulcri di iniziative che coinvolgono tutte le forme d'arte. Inoltre, i Berliner Philharmoniker iniziano a commissionare nuove composizioni e a espandere il proprio repertorio verso la musica contemporanea. La prima stagione sinfonica è incentrata sulla figura di Prometeo, con un programma eterogeneo che spazia da Beethoven a Luigi Nono. Nello stesso anno, allestisce il Boris Godunov e l'amato Wozzeck con la Chicago Symphony Orchestra.
Nel 1992-93 organizza, con la collaborazione di Natal'ja Gutman, la prima edizione degli Incontri berlinesi (Berliner Begegnungen), che permettono ai migliori giovani talenti di confrontarsi con grandi artisti. In occasione del bicentenario rossiniano, esegue a Ferrara Il viaggio a Reims, che poi riprenderà a Vienna e Tokyo. Infine allestisce Da una casa di morti di Leoš Janáček. La seconda stagione berlinese presenta nuovamente scelte estrose: la rassegna è dedicata al poeta e filosofo Friedrich Hölderlin e il programma spazia, ancora, dalla musica romantica tedesca alla musica contemporanea.
Nel 1993 dirige Pelléas et Mélisande con Frederica von Stade al Royal Opera House di Londra e un concerto con i Berliner Philharmoniker alla Scala che fino ad oggi è la sua ultima apparizione scaligera. Per molti anni ha posseduto una villa fiorita con vasto appezzamento di terreno sul mare nella zona del Lazzaretto, presso Alghero, dove abitualmente trascorreva le vacanze e i periodi di riposo. Per varie vicende immobiliari nel 1992 è stato coinvolto assieme alla famiglia in una disputa con oscuri risvolti e lunghi strascichi legali, dai quali uscì perfettamente pulito.
Dal 1994 organizza, per il Festival di Pasqua, il ciclo Kontrapunkte, dedicato alla musica contemporanea.
Nello stesso anno termina con le trasferte in Giappone di Boris Godunov e di Le nozze di Figaro la collaborazione con il Wiener Staatsoper. Complessivamente per questo Teatro ha diretto in 175 rappresentazioni.
Abbado sempre nel 1994 mette in scena Le nozze di Figaro a Ferrara, e il Boris Godunov, sia a Berlino che a Salisburgo, lo stesso percorso viene effettuato per l'Elettra di Richard Strauss. Nel 1994 vince il Premio Ernst von Siemens.
Il tema della stagione dei Berliner Philharmoniker è il Faust, con musiche di Mahler, Busoni, Liszt, Schumann e Berlioz. A fine anno inizia un ciclo dedicato ai Miti e l'antichità greca, con musiche di Brahms, Musorgskij, Berlioz, Stravinskij, Monteverdi, Benda, Pergolesi, Purcell e durante la quale viene presentata la prima mondiale di Stele di György Kurtág. Il 1995 inizia con l'allestimento a Ferrara del Barbiere, con la Chamber Orchestra of Europe. Per il Teatro La Fenice dirige un concerto nel PalaFenice al Tronchetto ed è ideatore e direttore della proiezione del film Luigi Nono - Il canto sospeso con Barbara Bonney e Gian Maria Volonté nelle Sale Apollinee.
La stagione berlinese è dedicata alla figura di Shakespeare, con lavori di Berlioz, Felix Mendelssohn, Richard Strauss, Pëtr Il'ič Čajkovskij e Sergej Prokof'ev. 1996: Per il Teatro La Fenice dirige un concerto nel PalaFenice al Tronchetto. A Firenze viene ripresa l'Elettra, quindi allestisce a Berlino (e l'anno successivo a Salisburgo) il Wozzeck di Berg, nell'ambito di un ciclo dedicato al duo Berg-Büchner. In questo ambito trovano prima esecuzione brani inediti di autori contemporanei come Rihm, Kurtág e Vacchi. Entro la fine dell'anno, la Gustav Mahler Jugendorchester cambia denominazione, prendendo l'attuale nome di Mahler Chamber Orchestra.
1997: anche quest'anno si apre con la presentazione a Ferrara di un'opera di grande richiamo, il Don Giovanni di Mozart. In primavera dirige al Teatro Regio di Torino l'Otello di Verdi, con regia di Ermanno Olmi e dirige a capo dei Berliner Philharmoniker il concerto inaugurale per la riapertura del Teatro Massimo di Palermo. La stagione berlinese è dedicata al tema del Wanderer ed è inaugurata dal Fierrabras di Schubert. Altri autori toccati nella rassegna sono Mahler, Strauss, Wagner e Liszt. Nel 1998 riprende il Boris Godunov al festival di Salisburgo. Altre opere allestite durante l'anno: a Berlino il Falstaff, al festival di Aix-en-Provence il Don Giovanni, stavolta con la regia di Peter Brook.
La stagione berlinese è dedicata al tema dell'amore e della morte (Liebe und Tod) e comprende il Tristano e Isotta di Richard Wagner, oltre a lavori di Berlioz, Schönberg, R. Strauss, Henze. Il 1999 si apre con la ripresa, a Ferrara, del Falstaff. In estate, a capo della Mahler Chamber Orchestra è in tour in America ed Europa. In questa occasione è promotore dell'iniziativa per sostenere i giovani musicisti cubani, raccogliendo strumenti musicali. Per il ciclo italiano Amore-morte, nella stagione '99-2000 dei Berliner Philharmoniker, presenta Tancredi e Clorinda di Monteverdi, Simon Boccanegra in forma semi-stage (ripreso a Salisburgo, a Pasqua, con la regia di Stein) e un concerto dedicato al mito di Orfeo.
Il 2000 si apre con l'allestimento a Ferrara del Così fan tutte di Mozart, con regia di Mario Martone. A Salisburgo riprende il Simon Boccanegra. Per il Teatro La Fenice dirige il concerto Claudio Abbado per Luigi Nono nella Chiesa di Santo Stefano. Nello stesso anno la diagnosi di una grave malattia lo costringe a un intervento chirurgico d'urgenza e alla totale sospensione dell'attività per alcuni mesi. Il ritorno sulle scene avviene nell'ottobre 2000, decidendo anche, nonostante le condizioni di salute ancora precarie, di effettuare una tournée in Giappone.
L'anno 2001 s'apre con l'omaggio a Giuseppe Verdi, nel centenario della sua morte.
Il 27 gennaio dirige a Berlino la sua Messa di Requiem. In seguito porta in tour a Roma e Berlino l'integrale dei concerti per pianoforte e delle sinfonie di Beethoven, con un'interpretazione filologica tuttora considerata rivoluzionaria. L'importanza di tale interpretazione è testimoniata dalla terza integrale beethoveniana firmata Abbado che la Deutsche Grammophon pubblicherà nell'estate 2008 (vedi Discografia), contenente registrazioni delle date romane (con l'eccezione della Nona sinfonia, registrata a Berlino). In maggio dirige Simon Boccanegra a Ferrara con successo e in giugno a Parma e Bolzano con la Mahler Chamber Orchestra. 
A Salisburgo dirige il Falstaff. Nell'autunno dello stesso anno effettua una tournée negli Stati Uniti colpiti dai fatti dell'11 settembre 2001. La stagione berlinese è dedicata al tema Il tempo diventa spazio.
Il 2002 si apre con Scene dal Faust di Goethe di Schumann a Berlino. A Salisburgo termina il suo incarico di direttore artistico del festival col Parsifal con Violeta Urmana che dirige anche all'Edinburgh International Festival. Nello stesso anno chiude anche la sua esperienza berlinese, con un concerto speciale, durante il quale riceve il Bundesverdienstkreuz mit Stern, più alta decorazione della Germania, dalle mani del presidente della Repubblica Federale. La sua attività prosegue in Italia e Vienna con lavori di Mahler e Schönberg. A Palermo dirige la Sinfonia del nuovo mondo di Dvořák, il Concerto per violino di Brahms con Gil Shaham quale solista. L'ultimo concerto a Vienna il 13 maggio al Musikverein si conclude in modo trionfale, con 4000 fiori lanciati sull'orchestra, 30 minuti di applausi.

### Dal 2002. La carriera dopo i Berliner
Dopo l'esaurimento degli impegni berlinesi, Abbado sembra dedicarsi con maggiore costanza alla "sua" Chamber Orchestra of Europe. Nel maggio dirige a Parigi un concerto per celebrarne il ventennale dalla fondazione, nel quale esegue un programma dedicato a Schubert: due Lieder con la partecipazione di Anne Sofie von Otter e Thomas Quasthoff e le sinfonie VIII e IX. Al maggio Musicale Fiorentino porta il Simon Boccanegra con la regia di Peter Stein e con il soprano Chiara Taigi. L'anno si conclude con la Mahler Chamber Orchestra con la quale effettua una tournée estiva alla fine della quale riprende il Parsifal prima a Edimburgo e poi a Lucerna.
Dal 2003 è impegnato con la nuova Orchestra del Festival di Lucerna la cui formazione è composta dalla Mahler Chamber Orchestra, da alcune prime parti dei Berliner Philharmoniker e dei Wiener Philharmoniker, da solisti di fama internazionale come Emmanuel Pahud, Natal'ja Gutman e Kolja Blacher, dall'Ensemble Sabine Meyer, dal Quartetto Hagen e da elementi dell'Alban Berg Quartett. L'inizio del 2003 è quasi esclusivamente dedicato al pubblico italiano, a Ferrara e Reggio Emilia. In primavera riceve il prestigioso Praemium Imperiale dell'Imperatore del Giappone.
Nel 2004 al Festival di Lucerna dirige Tristan und Isolde con Violeta Urmana e Rene Pape. Sempre lo stesso anno, promuove nella città di Bologna con Carlo Maria Badini e Giuseppe Fausto Modugno e sotto l'egida dell'Accademia Filarmonica di Bologna la nascita dell'Orchestra Mozart e dell'Accademia dell'Orchestra Mozart, di cui diviene direttore musicale e artistico.
Al Teatro comunale Luciano Pavarotti di Modena dirige Così fan tutte con la Mahler Chamber Orchestra.
Nel 2005 porta a Ferrara, a Reggio Emilia e a Modena Il flauto magico di Mozart con Erika Miklósa e la regia di Daniele Abbado e nel 2008, sempre nelle stesse città, l'attesissimo debutto nel Fidelio di Beethoven, entrambe dirette con la Mahler Chamber Orchestra. Nel 2009 il Comune di Bologna gli ha conferito la cittadinanza onoraria. A Caracas e all'Avana, nel 2005, Abbado inizia a fare musica con l'Orquesta Simón Bolívar, la cui attività si inserisce nell'iniziativa portata avanti da 30 anni da José Antonio Abreu in cui sono coinvolti 400 000 giovani musicisti, tanti dei quali provenienti dal mondo poverissimo dei barrios, a cui è stata data la possibilità di ricevere degli strumenti musicali e un'adeguata istruzione.
Nel 2006 dirige un concerto con musiche di Mozart a Modena con Giuliano Carmignola, è a Torino il 29 aprile con la Gustav Mahler Jugendorchester, dirige la Quarta sinfonia di Mahler.
Nel 2007 per il Teatro La Fenice e Modena dirige i Concerti brandeburghesi BWV 1046-1051 con Giuliano Carmignola al violino ed Ottavio Dantone al cembalo. Nel 2009 al Festival di Lucerna dirige il Concerto nº 3 di Prokofiev con Yuja Wang e la Sinfonia nº 1 di Mahler. Nel 2010 dirige Fidelio al Festival di Lucerna con Nina Stemme e Jonas Kaufmann di cui esiste un CD live della Decca e l'Orchestra Mozart per lo Stabat mater di Pergolesi, preceduto da musica di Bach con Sara Mingardo e Giuliano Carmignola per il Festival Pergolesi Spontini al Teatro Pergolesi di Jesi e a Modena.

### Gli ultimi anni

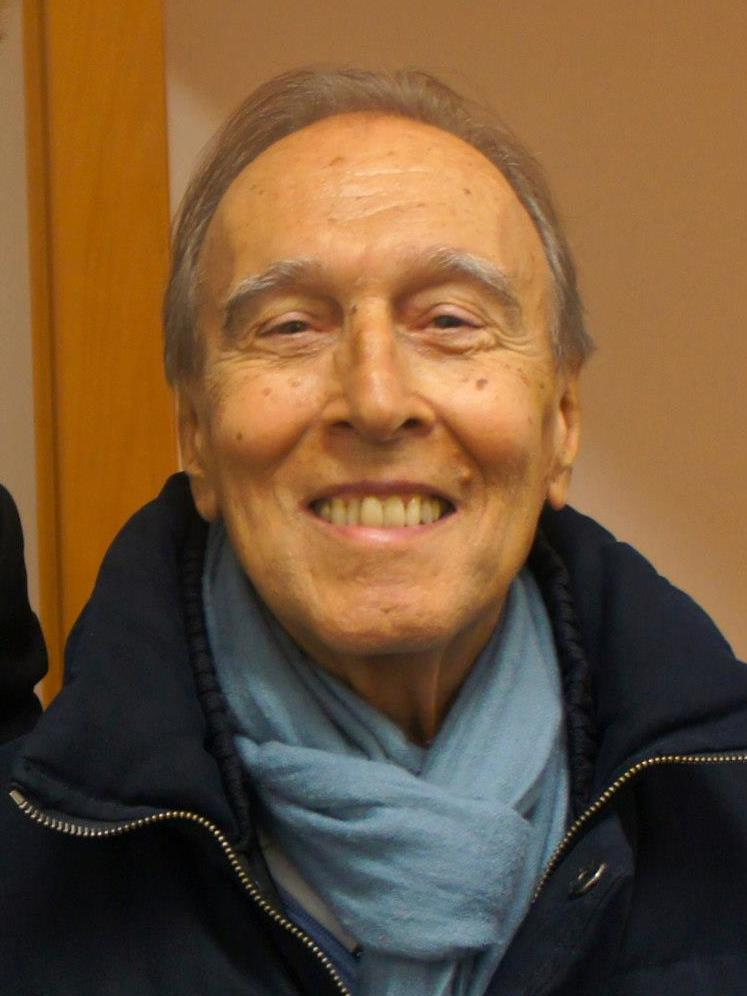
Abbado nel 2013

Nei primi anni del terzo millennio ha fondato orchestre giovanili a Cuba e in Venezuela (dove fu amico di Fidel Castro e Hugo Chávez). Nel settembre 2012 ha diretto con successo a Ferrara con Maurizio Pollini e l'Orchestra del Festival di Lucerna un concerto di beneficenza per il terremoto (tutto esaurito).
L'8 dicembre 2012 è stato il protagonista assoluto del concerto tenuto presso il Teatro Carlo Felice di Genova in occasione della Stagione del Centenario della Giovine Orchestra Genovese, fondata nel 1912 e in seguito ha diretto l'Orchestra Mozart di Bologna.
Il 30 agosto del 2013 è stato nominato Senatore a vita dal Presidente della Repubblica Giorgio Napolitano.
Da tempo malato, è morto il mattino del 20 gennaio 2014, all'età di 80 anni, nella sua abitazione di Bologna vicino a piazza Santo Stefano. La camera ardente, nella Basilica di Santo Stefano, è stata aperta nel pomeriggio del 21 gennaio e chiusa alla mezzanotte del giorno dopo. Centinaia di bolognesi e migliaia di suoi estimatori provenienti anche da altre città gli hanno reso omaggio porgendogli l'estremo saluto. Dopo mezzanotte è stata celebrata la cerimonia strettamente privata di benedizione della salma, che durante la notte è stata cremata vicino a Bologna. Proprio nel capoluogo emiliano è stato fra i promotori del progetto annunciato nel 2011, ma poi accantonato, di costruire un grande auditorium disegnato da Renzo Piano nell'area della Manifattura delle Arti. il complesso, con circa 1800 posti a sedere, sarebbe dovuto diventare la sede stabile dell'Orchestra Mozart, con un'acustica "vicina alla perfezione", studiata dal giapponese Yasuhisa Toyota.

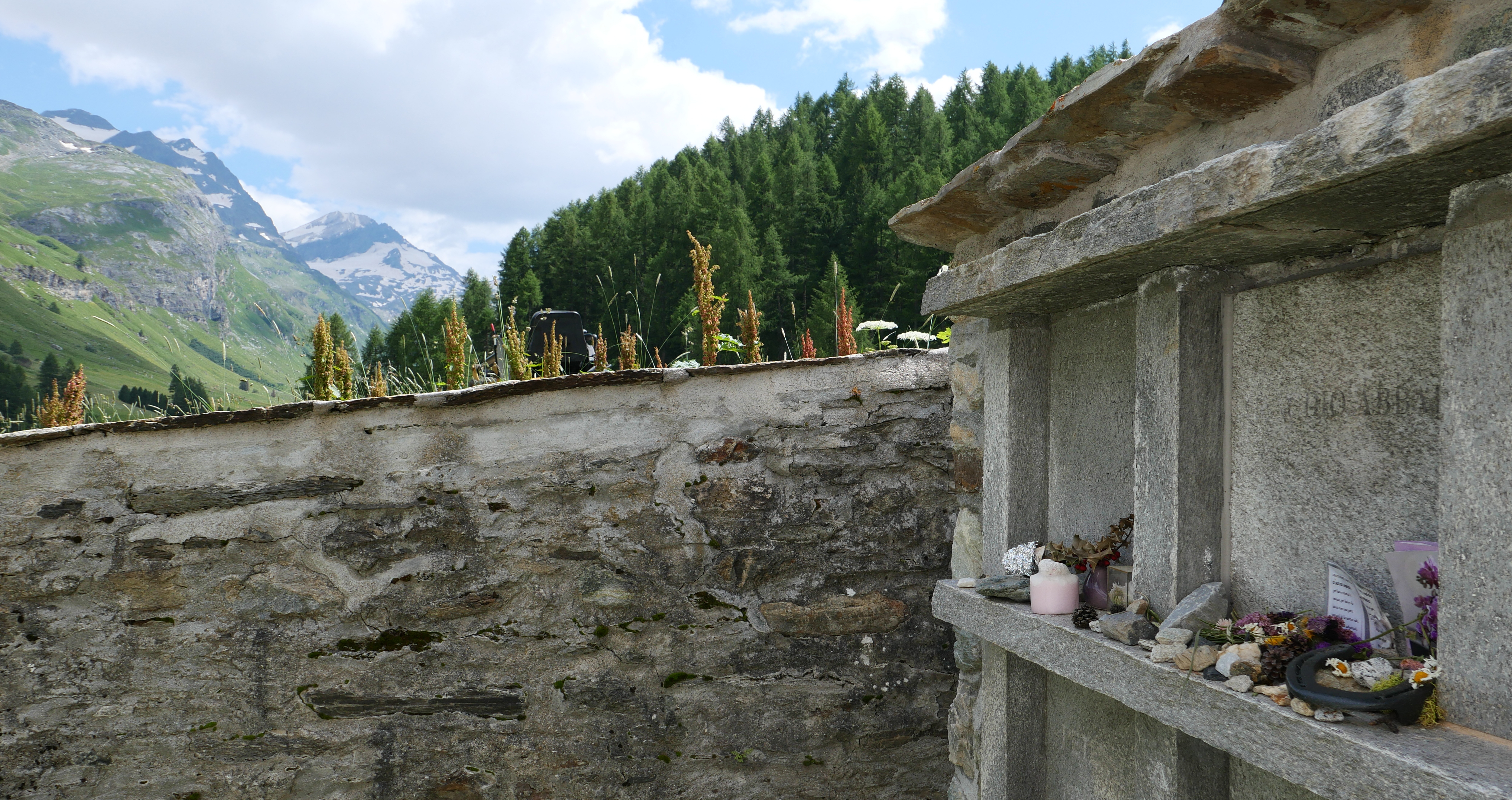
La tomba dell'urna nel 2024 con la Val Fex sullo sfondo.

Il 27 gennaio 2014, alle ore 18, il Teatro alla Scala lo ha ricordato con l'esecuzione, diretta da Daniel Barenboim, della Marcia funebre (Adagio assai) tratta dalla Sinfonia n. 3 di Ludwig van Beethoven. Dal teatro simbolicamente vuoto e a porte aperte, la Marcia funebre è fluita verso la piazza antistante gremita da 8000 persone in silenzio, per l'occasione chiusa al traffico. L'evento è stato trasmesso in diretta mondiale da Rai 5 e in streaming, senza geoprotezione, sul sito internet del teatro, sulla pagina YouTube.
Il 17 giugno 2024, a dieci anni dalla scomparsa del maestro Claudio Abbado, Milano lo celebra dedicandogli uno slargo vicino al Teatro alla Scala, dove fu anche direttore musicale. Lo slargo si trova all'incrocio tra via Tommaso Grossi e via Santa Margherita, strade che Abbado percorreva frequentemente con il suo porta bacchetta. La cerimonia ha ricordato il contributo significativo di Abbado alla musica e alla città.
I resti mortali di Abbado furono cremati e un'urna con parte delle sue ceneri fu sepolta nel cimitero della chiesetta quattrocentesca di Crasta in Val di Fex, frazione del comune di Sils-Maria in Engadina nel cantone svizzero dei Grigioni dove Abbado aveva una casa di vacanza.

## Discografia
Claudio Abbado firma il primo contratto discografico, col gruppo Universal, nel 1966.
La sua carriera discografica si può suddividere in tre fasi:
- la prima fase, dal 1966 fino al 1986 circa, nella quale si affida principalmente all'Orchestra del Teatro alla Scala per le registrazioni di opere e alla London Symphony Orchestra per le registrazioni di musica sinfonica. Il repertorio toccato in questo periodo comprende l'opera italiana (Gioachino Rossini e Giuseppe Verdi, soprattutto), musica del XX secolo (Paul Hindemith, Alban Berg fra gli altri), con una peculiare predisposizione per la musica francese (Maurice Ravel soprattutto, ma anche Hector Berlioz e Georges Bizet) e slava (Modest Mussorgskij e Sergej Prokof'ev). Le eccezioni in questo panorama curiosamente poco "germanico" sono le integrali delle sinfonie di Felix Mendelssohn (registrate comunque solo nel 1985) e i concerti per pianoforte di Mozart.
- La seconda fase (dal 1986 al 2000) coincide con lo spostamento a Vienna e, in seguito, la direzione artistica a Berlino. Da questo momento in poi il repertorio di Abbado sembra cambiare completamente. Poca musica slava, poca francese, ma grande approfondimento della musica tedesca: due integrali delle sinfonie di Beethoven in studio (1986-89 e 2000) e una registrata dal vivo a Roma nel 2001 (che verrà pubblicata nell'estate 2008  (Deutsche Grammophon). URL consultato il 16 febbraio 2018 (archiviato dall'url originale il 28 marzo 2008).; una di Brahms; una sola, e per di più ibrida, delle sinfonie di Gustav Mahler (ma ben 20 registrazioni delle sue sinfonie); una di Franz Schubert. In generale il baricentro dei suoi interessi musicali sembra decisamente più mirato sulla musica romantica tedesca, da lui in verità appena sfiorata nel ventennio precedente. Con la fondazione del festival Wien Modern nel 1988, si crea l'occasione per proporre con continuità autori di musica moderna o contemporanea (György Ligeti, Luigi Nono ma anche autori davvero poco noti, come Rihm). Le orchestre più utilizzate sono, ovviamente i Wiener Philharmoniker e i Berliner Philharmoniker per la musica sinfonica; gli stessi Wiener e l'Orchestra della Staatsoper di Vienna, per le registrazioni operistiche.
- La terza fase, che coincide con la malattia e l'abbandono della direzione dei Berliner Philharmoniker, vede un notevole diradarsi della sua attività discografica: svincolato dagli obblighi contrattuali berlinesi, sceglie con oculatezza il repertorio da affrontare. Prosegue nell'integrale mahleriana, registra le celebre integrale delle sinfonie di Beethoven su spartiti originali, allestisce pochi titoli (ma di sicuro appeal) al suo repertorio operistico: Il flauto magico e il Don Giovanni di Mozart e il Falstaff e il Simon Boccanegra di Verdi. A questo si devono aggiungere recital dei cantanti coi quali ha instaurato un rapporto privilegiato, come Bryn Terfel. Le orchestre a cui si affida sono, sempre più spesso, la Mahler Chamber Orchestra, oltre ai Berliner Philharmoniker.

Fra le punte più alte della sua produzione si possono ricordare il recentissimo ciclo beethoveniano realizzato - dopo un periodo di malattia - con degli irriconoscibili Berliner, assottigliati in una formazione quasi da camera. Accanto a Beethoven (3 volte: coi Wiener Philharmoniker nel 1994 e coi Berliner Philharmoniker nel 2000 e nel 2008 (registrazioni dal vivo a Roma e Berlino nel 2001) vanno ricordate le integrali delle opere di Mahler, Mendelssohn, Schubert, Ravel (con la London Symphony Orchestra) e Pëtr Il'ič Čajkovskij (con la Chicago Symphony Orchestra), Prokof'ev (con la London Symphony Orchestra), Dvorák, senza tralasciare le indimenticabili produzioni operistiche di Rossini al Teatro alla Scala.
Un capitolo va infine dedicato ai Concerti per pianoforte n. 1 Sz.83 e n. 2 Sz.95 di Bartók con Maurizio Pollini e la Chicago Symphony Orchestra vincitori del Grammy Award per la Miglior interpretazione solista di musica classica con orchestra nel 1980, ai Kammermusik Nr. 1, Nr. 4, Nr. 5 di Hindemith con i Berliner Philharmoniker vincitore del Grammy Award 1998 for Best Small Ensemble Performance e ai Concerti per pianoforte n. 2 op. 19 e n. 3 op. 37 di Beethoven con Martha Argerich e la Mahler Chamber Orchestra del 2000/2004 vincitori del Grammy Award per la Miglior interpretazione solista di musica classica con orchestra nel 2006.

## Onorificenze e riconoscimenti
Nel corso della sua prestigiosa carriera Abbado ha ricevuto numerosi premi e riconoscimenti: nel 1973 i Wiener Philharmoniker gli hanno conferito l'Ehrenring e nel 1980 la Medaglia d'Oro Nicolai, sempre a Vienna ha ricevuto la Mozart e la Mahler Medaille e l'Ehrenring der Stadt Wien. In Italia gli è stata conferita la Gran Croce per meriti in campo musicale e la Laurea honoris causa dell'Università di Ferrara, oltre quelle di Cambridge, Aberdeen e della Basilicata.
Ha ricevuto inoltre dal Presidente della Repubblica tedesca Johannes Rau la "Bundesverdienstkreuz mit Stern", la più alta distinzione della Repubblica Federale. All'inizio del terzo millennio ha ricevuto premi e lauree ad honorem anche a Cuba e in Venezuela.

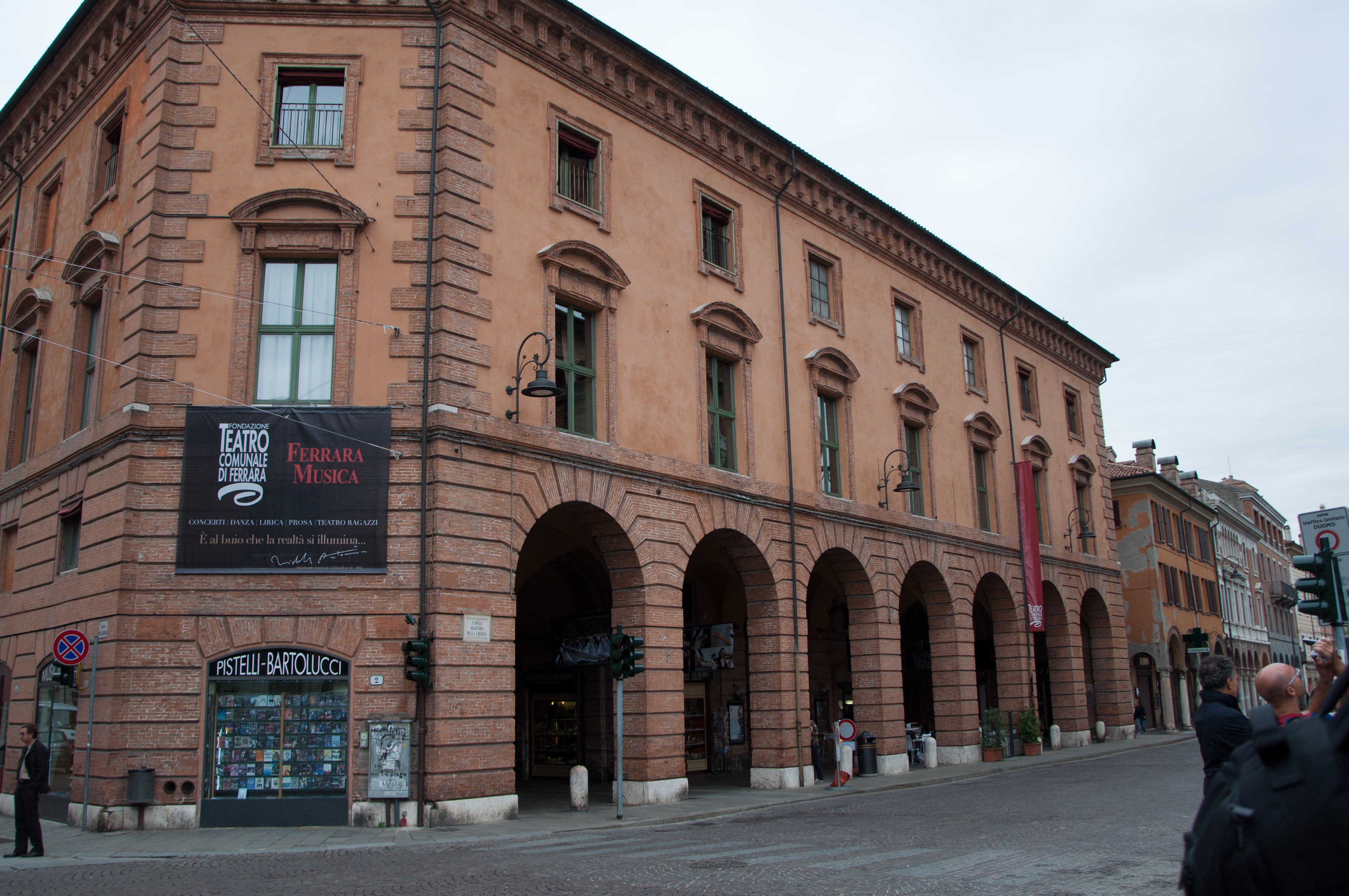
Teatro Claudio Abbado a Ferrara

Il 30 agosto 2013, il Presidente della Repubblica, Giorgio Napolitano, lo ha nominato Senatore a vita.
Nel comunicato ufficiale si legge il seguente profilo biografico:
"Nato nel 1933, Claudio Abbado si è diplomato al Conservatorio di Milano. Ha acquisito meriti artistici nel campo musicale attraverso l'interpretazione della letteratura musicale sinfonica e operistica alla guida di tutte le più grandi orchestre del mondo. A tali meriti si è congiunto l'impegno per la divulgazione e la conoscenza della musica in special modo a favore delle categorie sociali tradizionalmente più emarginate. Ha avuto la responsabilità della direzione stabile e musicale delle più prestigiose Istituzioni musicali del mondo come il Teatro alla Scala e i Berliner Philharmoniker; ha ideato istituzioni per lo studio e la conoscenza della nuova musica. Si è in pari tempo caratterizzato per l'opera volta a valorizzare giovani talenti anche attraverso la creazione di nuove orchestre, come la European Union Youth Orchestra, la Chamber Orchestra of Europe, la Mahler Chamber Orchestra, la Orchestra Mozart".
In un comunicato del 4 dicembre 2013, il Maestro Abbado aveva espresso la propria intenzione di rinunciare allo stipendio da Senatore a vita, devolvendolo a favore dell'istituzione di borse di studio per i giovani musicisti della Scuola di Musica di Fiesole nella convinzione che "l'educazione musicale sia fondamentale strumento per lo sviluppo della persona e la qualità del vivere civile".
Il 21 marzo 2014 il Teatro comunale di Ferrara è stato dedicato alla memoria di Claudio Abbado.
- "Premio Freud"
- Gold medal of the "International Gustav Mahler Society"
- Ehrenring (1973)
- Medaglia d'oro Nicolai dei Wiener Philharmoniker (1980)
- "Mozart Medaille"
- "Mahler Medaille"
- "Schubert Medaille"
- Ehrenring der Stadt Wien
- "Premio Nonino" (1999)
- "Ernst-von-Siemens-Musikpreis"
- Würth-Preis della Jeunesses Musicales
- Premio della critica "Kritikerpreis des Verbandes der deutschen Kritiker" (2002)
- Medaglia d'oro della Royal Philharmonic Society of London (2003)
- Praemium imperiale della Japan Arts Association
- Premio "Franco Abbiati"
- "Ernst Reutter Plakette"della Città di Berlino (2004)
- Premio Wolf per le arti, (2008)[22]